# 石龙河水电站
石龙河水电站位于四川省巴中市南江县凤仪乡8村，这里风景秀丽，应有一条河从此地流过，此河便是石龙河，石龙河水电站始建于上个世纪，年发电量为80万千瓦时，久经沧桑后于2010年停止运行，该电站解决了凤仪乡大多数居民的用电需求。